# Kustyń (gmina)
Kustyń (od 1925 Aleksandrja) – dawna gmina wiejska istniejąca do 1925 roku w województwie wołyńskim (obecnie na Ukrainie). Siedzibą gminy był Kustyń.
W okresie międzywojennym gmina Kustyń należała do powiatu rówieńskiego.
21 sierpnia 1925 roku gminę przemianowano na gmina Aleksandrja.